# Enrico Zoffoli

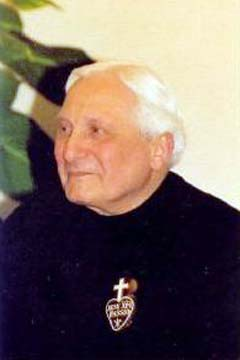
Enrico Zoffoli.

Padre Enrico Zoffoli (Marino, 3 settembre 1915 – Roma, 16 giugno 1996) è stato un presbitero e teologo italiano, membro della Congregazione della Passione di Gesù Cristo.

## Biografia
Ordinato sacerdote il 29 aprile 1939 presso i padri Passionisti, si laurea in filosofia e inizia ad insegnare alla Pontificia Accademia di san Tommaso d'Aquino, venendo nel frattempo nominato esaminatore dei candidati alle ordinazioni sacerdotali dei Passionisti e confessore presso il loro Vicariato di Roma. Successivamente insegnerà anche alla Pontificia Università Lateranense.
Predica in diversi luoghi di Italia missioni e corsi di cultura cattolica per sacerdoti e laici, avviando un cenacolo di studi teologici per giovani e adulti per la comprensione del Magistero della Chiesa.
Per oltre mezzo secolo scrive libri di filosofia, apologetica, spiritualità, teologia, agiografia e storia.
Il pensiero di Zoffoli è maggiormente influenzato da Tommaso d'Aquino e Teresa di Lisieux.
Nel 1958, dopo una visita a suor Celina Martin, l'ultima sorella allora vivente di santa Teresa di Gesù Bambino, viene incaricato di redigere una storia critica di san Paolo della Croce: l'opera finale, che richiederà dieci anni di lavoro, comprenderà oltre seimila pagine, da cui alcuni passi scelti verranno inseriti come preghiere liturgiche nel rinnovato Breviario Passionista.
Nel 1992 pubblica un Dizionario del Cristianesimo, che avrà una recensione positiva dell'Osservatore Romano il 16 aprile 1993.
Nei suoi libri uno dei temi più ricorrenti è quello del mistero eucaristico: nel cinquantesimo anniversario della sua ordinazione sacerdotale, Zoffoli pubblica il libro La Messa è tutto, che verrà poi ristampato in forma di catechismo in séguito agli elogi ricevuti da diversi teologi.

## Il caso del Cammino neocatecumenale
Zoffoli è anche noto per il suo sforzo (attraverso la redazione di libri, opuscoli e lettere) per mettere in guardia i fedeli e la gerarchia della Chiesa contro quelli che egli riteneva essere gli errori dottrinali del Cammino neocatecumenale. Dopo essersi imbattuto in alcune comunità neocatecumenali, Zoffoli matura un giudizio negativo sul Cammino, identificandovi, a suo modo di vedere, eresie ed abusi liturgici.
Da un catechista ai vertici del Cammino riesce ad ottenere una copia dei testi delle catechesi, analizzate le quali pubblica presso le edizioni Segno i libri Eresie del Cammino Neocatecumenale, Catechesi neocatecumenale e ortodossia del Papa, Verità del Cammino Neocatecumenale.
Zoffoli diverse volte dichiarò di combattere non le persone dei fondatori o degli aderenti al Cammino, ma solo gli errori dottrinali e liturgici, documentandoli accuratamente e confrontandoli con il Magistero della Chiesa, e sfidando i neocatecumenali a «condannarli con una esplicita e dettagliata professione di fede». Pur non intendendo anticipare il giudizio della gerarchia cattolica, Zoffoli affermava di non poter tacere (specialmente in quanto sacerdote) di fronte agli errori e agli abusi, dei quali si diceva convinto che la gerarchia cattolica e lo stesso Papa ignorassero almeno in parte (ragionando cioè ad absurdum: se il Papa davvero conoscesse ed approvasse quegli errori allora sarebbe eretico).
Il 23 marzo 1995 invia infatti una lettera ai vescovi delle principali diocesi italiane per domandare se conoscessero (e se papa Giovanni Paolo II stesso conoscesse) il fondo dottrinale del Cammino, allegandovi una copia del proprio libro Catechesi Neocatecumenale e ortodossia del Papa (appena ristampato con approvazione ecclesiastica del 28 febbraio 1995) con la descrizione degli errori identificati nei "testi segreti" del Cammino e il confronto col magistero pontificio. Fra i destinatari, i cardinali Ratzinger e Ruini. Quest'ultimo gli risponde l'8 aprile 1995 invitandolo «fermamente a non sostituirsi agli Organi competenti e a non emettere, sia pure con buone intenzioni, giudizi personali e prematuri su temi che riguardano l'ortodossia di realtà ecclesiali, o addirittura del Santo Padre». Zoffoli ha chiarito la sua posizione al card. Ruini in una lettera di risposta in data 15 settembre 1995, spiegando di aver agito in coscienza, senza alcuna pretesa di sostituirsi agli organi competenti, ma trovandosi nel diritto e dovere di operare in tale modo. Stante l'assenza della pubblicazione dei testi e del relativo giudizio della Congregazione della Dottrina della Fede, Zoffoli deduce che le autorità vaticane non potevano essere in possesso dei testi originali delle catechesi in uso nel Cammino.

## Libri e scritti di Enrico Zoffoli

### Filosofia
- Itinerario alla filosofia, ed. Fiorentina Firenze, 1948
- Il male, Lecce, 1951
- Problema e mistero male, Marietti, Torino, 1960
- Ed io che sono?, Il Crivello, Cittadella di Padova, 1972
- Aborto giudicato dalla ragione, ed. Grafischena, Fasano (Br), 1975
- La verità, ed. Grafischena, Fasano (Br), 1975
- Origine del mondo, ed. Grafischena, Fasano (Br), 1978
- Dalla prima nebulosa all'uomo, ed. Grafischena, Fasano (Br), 1979
- Esistenza dello spirito e dignità della persona, ed. Grafischena, Fasano (Br), 1979
- La persona non muore, ed. Grafischena, Fasano (Br), 1979
- Valore dell'esistenza, ed. Rogate, Roma, 1980
- Pena di morte e Chiesa cattolica, ed. Settimo Sigillo, Roma, 1981
- Tomismo e cattolicesimo, Ist. Padano di A.G., Rovigo, 1978 (estratto da Palestra del Clero, nn. 20-21, 1978)
- Origine delle idee e astrazione dell'intelletto agente in san Tommaso (estratto dagli Atti dell'VIII Congresso Tomistico Internazionale, vol. VII, 1982)
- La dignità del corpo umano nella dottrina di san Tommaso (estratto dagli Atti del IX Congresso Tomistico Internazionale, vol. III, 1991)
- Il fondamentale tomismo di Galileo (estratto da Doctor Communis, XLIV - 1991, pp. 130–147)
- Principi di filosofia, ed. Fonti Vive, Roma 1988

### Apologetica
- Perché credo, ed. Il Crivello, Cittadella di Padova, 1970
- Itinerario alla fede, ed. Grafíschena, Fasano (Br), 1978
- Galileo, Fede nella ragione e ragioni della fede, ed. Studio Domenicano, Bologna, 1990
- Comunione sulla mano? - Il vero pensiero della Chiesa secondo la vera storia del nuovo rito, quinta edizione riveduta ed ampliata, Roma, 1990
- La confessione è ancora necessaria?, Roma, 1990
- La vera Chiesa di Cristo!, Roma, 1990
- La messa è tutto. Catechismo, Roma, 1991
- Congiura contro l'eucaristia e il sacerdozio, Roma, 1991
- La Messa unico tesoro e la sua concelebrazione, Roma, 1991
- Dio perdona, se... Dialogo sul Sacramento della penitenza, Roma, 1991
- Eucaristia ed Ecumenismo. Dialogo, ed. Comitato Medjugorje, Milano, 1992.
- Eucaristia. Difesa contro la miscredenza e il tradimento, terza edizione, Roma, 1995

### Teologia e spiritualità
- L'obbligo di corrispondere alla vocazione, ed. Fiorentina, Firenze, 1949 (estratto da Vita Cristiana, fasc. IV-V)
- Il mio e vostro sacrificio. Lineamenti di una teologia del Sacrificio eucaristico per laici, Lucca, 1955
- La passione mistero di salvezza, Vicenza, 1966 (con successive edizioni italiane nel 1971, 1984; una spagnola e un'altra portoghese in Brasile)
- Perché la Messa?, ed. Il Crivello, Cittadella di Padova, 1970
- La passione di Cristo nella Bibbia, ed. Il Crivello, Cittadella di Padova, 1971
- La morte. E poi?..., ed. Grafischena, Fasano, 1975
- dispense del corso di Filosofia del Cristianesimo, ad uso dei «Gruppi di Studio san Tommaso d'Aquino»:
  - Il mondo, Roma, 1976
  - L'uomo. Prima parte: L'Essere, Roma, 1977
  - Dio, Esistenza. Metafisica: causa dell'Ente o dall'Esistente all'Essere, Roma, 1980
- Mistero della sofferenza di Dio? - Il pensiero di S. Tommaso (Pontificia Accademia di San Tommaso), Libreria Editrice Vaticana, n. 34 della collana Studi Tomistici, Roma, 1988
- A colloquio con Dio, ed. Rogate, Roma, 1991
- La Messa è tutto. Teologia a servizio della fede, ed. Cipi, Roma
- Carismi e carismatici nella Chiesa, ed. Dehoniane, Roma, 1991
- Incontro al Mistero. Elevazioni, ed. Segno, Udine, 1992
- Catechismo della fede cattolica, ed. Segno, Udine, 1993
- Il neocatecumenato della Chiesa cattolica. Lettera aperta al clero italiano, ed. Segno, Udine, 1993
- La confessione è ancora necessaria?, ed. Segno, Udine, 1993, ventiquattresima edizione
- Cristianesimo. Corso di teologia cattolica, ed. Segno, Udine, 1994
- Eucaristia o nulla, ed. Segno, Udine, 1994
- Il male. Itinerario della speranza, ed. Segno, Udine, 1994
- Questa è la Messa. Non altro, ed. Segno, Udine, 1994
- Chiesa e uomini di Chiesa. Apologia a rovescio, ed. Segno, Udine, 1994
- Dio. Dov'è questo Dio? (Pontificia Accademia di S. Tommaso), Libreria Editrice Vaticana, Roma, 1994
- Ecumenismo e umanesimo di Giovanni Paolo Il, Pont. Accademia di S. Tommaso, Libreria Editrice Vaticana, Roma, 1995
- Catechesi neocatecumenale e ortodossia del Papa, ed. Segno, Udine, 1995
- Vita futura e verità sul purgatorio, ed. Segno, Udine, 1995
- Ebraismo a confronto col Cristianesimo, ed. Segno, Udine, 1995
- San Tommaso, Quaderni del Segno n. 1, ed. Segno, Udine, 1996
- Non tutto è materia, Quaderni del Segno n. 2, ed. Segno, Udine, 1996
- Alla scoperta del Padre, Quaderni del Segno n. 3, ed. Segno, Udine, 1996
- Morte di Cristo. Revisione di un processo, Quaderni del Segno n. 4, ed. Segno, Udine, 1996
- Potere e obbedienza nella Chiesa, Maurizio Minchella editore, Milano, 1996

### Agiografia
- La povera Gemma. Saggi critici storico-teologici, ed. Il Crocifisso, Roma
- S. Paolo della Croce. Storia critica, A cura della Congregazione dei pp. Passionisti, Roma, 1963-1968:
  - vol. I, Bibliografia
  - vol. II, L'uomo e il Santo
  - vol. III, Maestro di Spirito, missionario e fondatore
- S. Paolo della Croce. Diario spirituale. Testo critico, introduzione, note e indici. A cura dei pp. Passionisti. Roma, 1964
- S. Paolo della Croce. Profilo, Vicenza, 1967
- S. Paolo della Croce e le Suore Passioniste di Signa, Roma, 1967
- S. Paolo della Croce (compendio), Manduria (Taranto), 1975
- Tempo ed eternità. Nella vita intima di S. Teresa di Lisieux, ed. O.C.D., Roma

### Storia
- I Passionisti. Spiritualità e apostolato, ed. Il Crocifisso, Roma, 1955
- Le monache passioniste, ed. Il Crivello, Cittadella di Padova, 1970

### Pubblicazioni varie
- Casa di preghiera, non spelonca di ladri, Roma, 1980
- Lettera aperta di un gruppo di laici al clero italiano, Roma, 1986
- Dizionario del Cristianesimo, ed. Segno, Udine, 1992
- Pena di morte e Chiesa Cattolica(apologia della pena di morte, da un punto di vista dell'ortodossia cattolica tradizionale, firmata con lo pseudonimo di Catholicus), Edizioni Giovanni Volpe 1993
- Alla scoperta di Gesù, Maurizio Minchella Editore, Milano, 1996